# Cypholophus coeruleus
Cypholophus coeruleus là loài thực vật có hoa trong họ Tầm ma. Loài này được (Blume) Wedd. mô tả khoa học đầu tiên năm 1869.